# Lost Languages
Lost Languages. The Enigma of The World's Undeciphered Scripts (ISBN 0192860925) is een boek uit 2002 van de Britse journalist Andrew Robinson.

## Inhoud
Het boek beschrijft de pogingen tot ontcijfering van diverse schriften van dode talen. Een aantal van de behandelde schriften is succesvol ontcijferd, maar andere slechts gedeeltelijk. Sommige schriften zijn nog geheel onontcijferd en blijven wellicht een raadsel.
De volgende schriften worden besproken:
Ontcijferd:
- Egyptische hiërogliefen
- Lineair B
- Klassiek Maya

Gedeeltelijk of niet ontcijferd:
- Meroitisch
- Etruskisch
- Lineair A
- Proto-Elamitisch beeldschrift
- Rongorongo
- Het schrift van de Zapoteken
- Indusschrift
- Het schrift op de Schijf van Phaistos